# Skoda 24Tr Irisbus

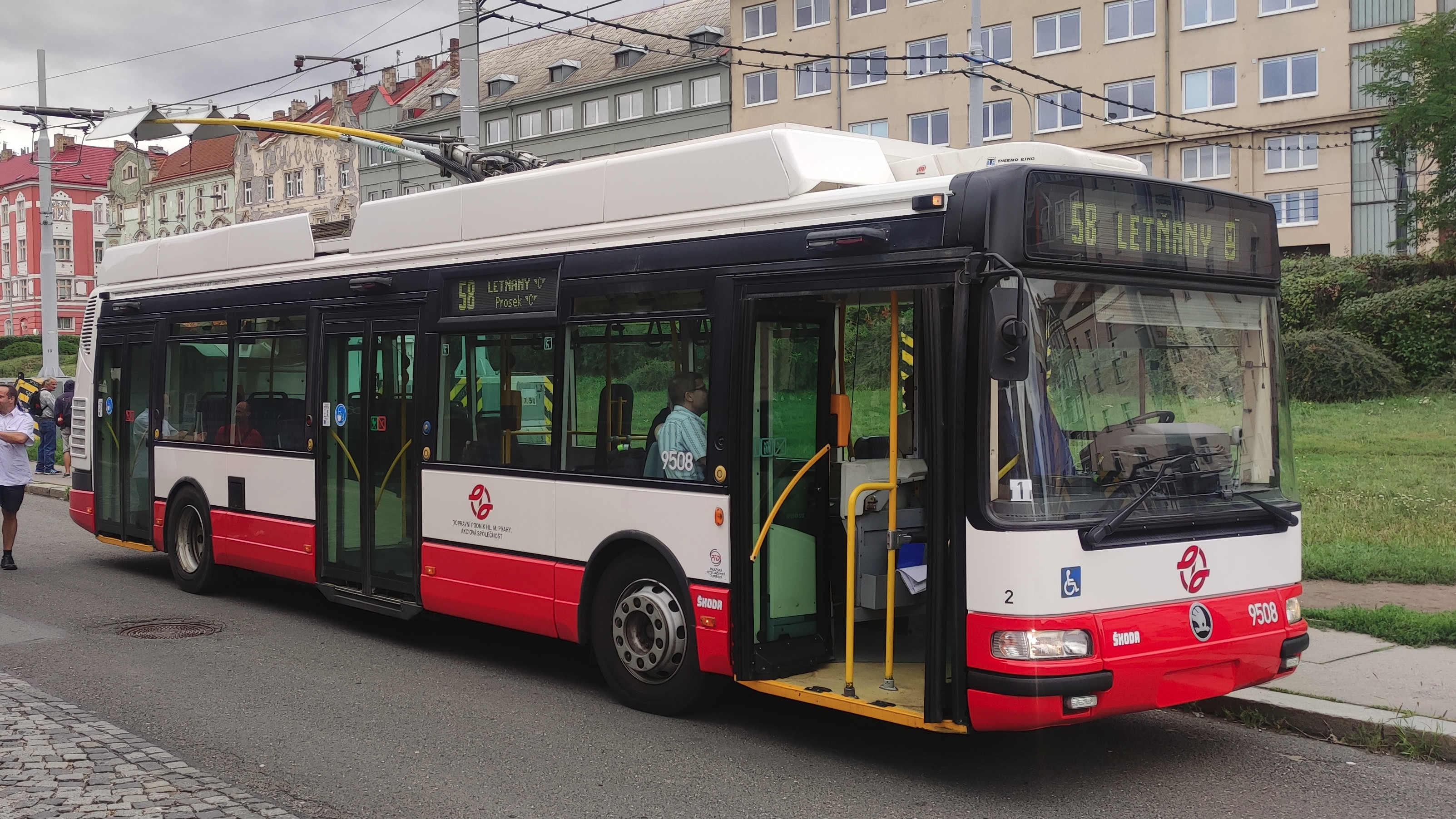
Škoda 24Tr Irisbus (première génération) à Prague

Le Škoda 24Tr Irisbus (aussi connu sous le nom d'Irisbus Skoda 24Tr en Europe occidentale ) est un modèle de trolleybus à plancher bas construit de 2003 à 2014 par le fabricant tchèque de trolleybus Škoda Electric (filiale de Škoda Transportation ), fournissant les équipements électriques, en collaboration avec Irisbus, fournissant la carrosserie.

## Développement

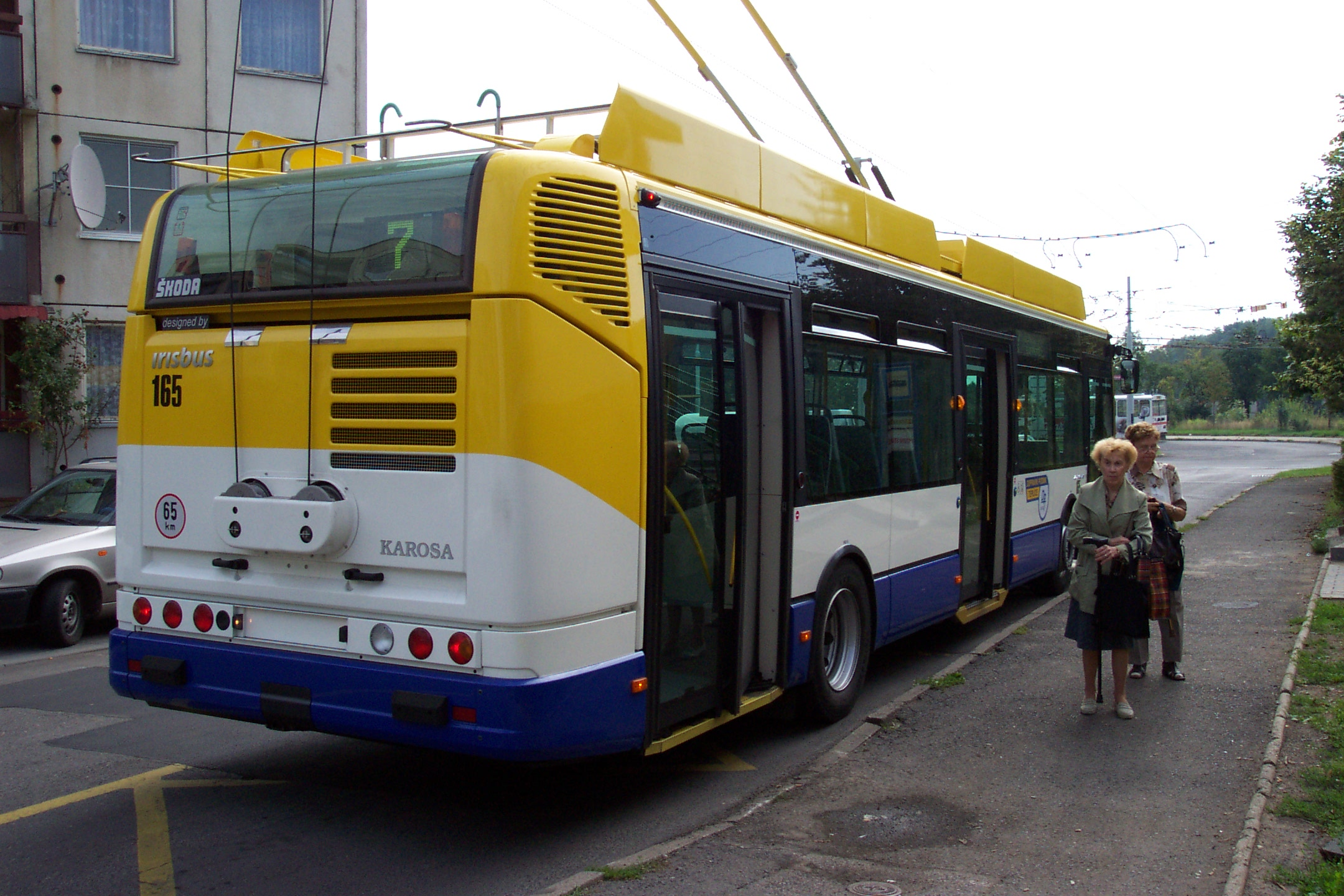
Arrière d'un Škoda 24Tr Irisbus à Teplice (République tchèque) en août 2006

Après un effort relativement réussi pour unifier le bus et le trolleybus (Karosa ŠM 11/Škoda T-11, Karosa B 831/ Škoda 17Tr et Skoda 21ab/ Škoda 21Tr ), les Tchèques ont fait une quatrième tentative et ont créé le trolleybus Škoda 24Tr. Le Skoda 24Tr est basé sur l'Irisbus Agora et sa version améliorée l'Irisbus Citelis.
Le Škoda 24Tr est un trolleybus à deux essieux avec carrosserie autoportante. Le véhicule est à plancher bas, seul les dos des sièges sont debout. Grâce aux propriétés des coussins d'air (possibilité d'abaisser la pression d'air du chariot vers la droite), le trolleybus est capable de se mettre au niveau du trottoir. Sur le côté droit du bus, on retrouve trois portes doubles avec un bouton "stop", qui s'ouvre à la demande du passager.
Les équipements électriques, basés sur les de transistors IGBT, sont placés dans des conteneurs spéciaux sur le toit. Certains trolleybus disposent de générateurs diesel auxiliaires intégrés. Cela permet aux bus de dévier de leur itinéraire s'il est nécessaire de faire un détour sur des rues non couvertent de câbles aériens. Les générateurs diesel sont également utilisés pour étendre la portée de fonctionnement là où il n'y a pas de couverture de ligne aérienne lors de l'exploitation sur des itinéraires réguliers.
Le premier trolleybus a été construit sur la base du Citybus. En raison de l'abandon de ce type de bus et de leur remplacement par des bus Citelis plus modernes, la carrosserie du trolleybus fut alors basée sur la base du Citelis (ces trolleybus ont commencé à être produits en 2005).

## Production
Ces trolleybus ont été produits entre 2003 et 2014.
| Pays               | Ville                                                                 | Carosserie | Année     | Quantité | Réference |
| ------------------ | --------------------------------------------------------------------- | ---------- | --------- | -------- | --------- |
| République Tchèque | Jihlava                                                               | Citybus    | 2005      | 1        | [ 1 ]     |
| République Tchèque | Jihlava                                                               | Citelis 1A | 2006–2007 | 5        | [ 1 ]     |
| République Tchèque | Mariánské Lázně                                                       | Citybus    | 2004–2005 | 2        | [ 2 ]     |
| République Tchèque | Mariánské Lázně                                                       | Citelis 1A | 2006      | 5        | [ 2 ]     |
| République Tchèque | Pardubice                                                             | Citelis 1A | 2006–2007 | 6        | [ 3 ]     |
| République Tchèque | Plzeň                                                                 | Citybus    | 2004–2005 | 4        | [ 4 ]     |
| République Tchèque | Plzeň                                                                 | Citelis 1A | 2006–2007 | 7        | [ 4 ]     |
| République Tchèque | Plzeň                                                                 | Citelis 1B | 2006–2009 | 9        | [ 4 ]     |
| République Tchèque | Teplice                                                               | Citelis 1A | 2006–2007 | 4        | [ 5 ]     |
| République Tchèque | Teplice                                                               | Citelis 1B | 2008      | 3        | [ 5 ]     |
| République Tchèque | ZlEn septembre 2024, il y a 198 Skoda 24tr en service.ín – Otrokovice | Citybus    | 2004–2005 | 12       | [ 6 ]     |
| République Tchèque | ZlEn septembre 2024, il y a 198 Skoda 24tr en service.ín – Otrokovice | Citelis 1A | 2006      | 2        | [ 6 ]     |
| République Tchèque | ZlEn septembre 2024, il y a 198 Skoda 24tr en service.ín – Otrokovice | Citelis 1B | 2013–2014 | 6        | [ 6 ]     |
| République Tchèque | Prague                                                                | Citybus    | 2005      | 1        | [ 7 ]     |
| Lettonie           | Riga                                                                  | Citelis 1B | 2007–2009 | 150      | [ 8 ]     |
| Roumanie           | Timișoara                                                             | Citelis 1B | 2008      | 50       | [ 9 ]     |
| Slovaquie          | Prešov                                                                | Citelis 1A | 2006–2007 | 5        | [ 10 ]    |
| Slovaquie          | Prešov                                                                | Citelis 1B | 2008      | 2        | [ 10 ]    |
| Ouzbékistan        | Urgench                                                               | Citelis 1B | 2013      | 9        | [ 11 ]    |
| Bulgarie           | Haskovo                                                               | Citybus    | 2005      | 2        | [ 12 ]    |

### Flotte actuelle
En Septembre 2024, il y a encore 198 Skoda 24tr en circulation.
| Pays               | Ville      | Nombre de véhicules en service | Référence |
| ------------------ | ---------- | ------------------------------ | --------- |
| République tchèque | Plzeň      | 13                             | [ 13 ]    |
| République tchèque | Zlín       | 8                              | [ 13 ]    |
| Lettonie           | Riga       | 89                             | [ 13 ]    |
| Roumanie           | Timișoara  | 40                             | [ 13 ]    |
| Moldavie           | Chișinău   | 31                             | [ 13 ]    |
| Ouzbékistan        | Ourguentch | 8                              | [ 13 ]    |
| Bulgarie           | Haskovo    | 1                              | [ 13 ]    |
| Slovaquie          | Prešov     | 3                              | [ 13 ]    |
| Ukraine            | Ternopil   | 5                              | [ 13 ]    |